# إيفان باتور
إيفان باتور (بالكرواتية: Ivan Batur) مواليد 4 يوليو 1991 في زادار، جمهورية كرواتيا الاشتراكية، هو لاعب كرة سلة كرواتي. بدأ مسيرته الاحترافية في سنة 2009. يلعب مع نادي زغرب لكرة السلة في الدوري الكرواتي لكرة السلة الدرجة الأولى. يحمل الرقم 11. يبلغ طوله 6 قدم 8 بوصة (2.0 م). لعب مع نادي زادار لكرة السلة ونادي زغرب لكرة السلة.

## روابط خارجية
- إيفان باتور على موقع الاتحاد الدولي لكرة السلة (الإنجليزية)
- إيفان باتور على موقع الدوري الأوروبي لكرة السلة (الإنجليزية)
- إيفان باتور على موقع كرة السلة الأوروبية.كوم (الإنجليزية)
- إيفان باتور على موقع DraftExpress.com (الإنجليزية)
- إيفان باتور على موقع ريلجم (الإنجليزية)
- إيفان باتور على موقع بروبوليرز (الإنجليزية)
- إيفان باتور على موقع سبورتس رفرنس (الإنجليزية)